# 21e étape du Tour d'Espagne 2014
La 21e et dernière étape du Tour d'Espagne 2014 a eu lieu le dimanche 14 septembre 2014, sous forme d'un contre-la-montre tracé dans les rues de  Saint-Jacques-de-Compostelle, sur une distance de 9,7 km.

## Résultats

### Classement de l'étape
|    | Coureur | Pays | Équipe |    | Temps |
| -- | ------- | ---- | ------ | -- | ----- |
| 1  |         |      |        | en |       |
| 2  |         |      |        |    |       |
| 3  |         |      |        |    |       |
| 4  |         |      |        |    |       |
| 5  |         |      |        |    |       |
| 6  |         |      |        |    |       |
| 7  |         |      |        |    |       |
| 8  |         |      |        |    |       |
| 9  |         |      |        |    |       |
| 10 |         |      |        |    |       |

## Classements à l'issue de l'étape

### Classement général
|    | Cycliste | Pays | Équipe |    | Temps |
| -- | -------- | ---- | ------ | -- | ----- |
| 1  | '        |      |        | en |       |
| 2  |          |      |        | +  |       |
| 3  |          |      |        |    |       |
| 4  |          |      |        |    |       |
| 5  |          |      |        |    |       |
| 6  |          |      |        |    |       |
| 7  |          |      |        |    |       |
| 8  |          |      |        |    |       |
| 9  |          |      |        |    |       |
| 10 |          |      |        |    |       |

### Classement par points
|   | Cycliste | Pays | Équipe | Points |
| - | -------- | ---- | ------ | ------ |
| 1 | '        |      |        |        |
| 2 |          |      |        |        |
| 3 |          |      |        |        |

### Classement du meilleur grimpeur
|   | Cycliste | Pays | Équipe | Points |
| - | -------- | ---- | ------ | ------ |
| 1 | '        |      |        |        |
| 2 |          |      |        |        |
| 3 |          |      |        |        |

### Classement du combiné
|   | Cycliste | Pays | Équipe | Points |
| - | -------- | ---- | ------ | ------ |
| 1 | '        |      |        |        |
| 2 |          |      |        |        |
| 3 |          |      |        |        |

### Classements par équipes
|   | Équipe | Pays |    | Temps |
| - | ------ | ---- | -- | ----- |
| 1 |        |      | en |       |
| 2 |        |      | +  |       |
| 3 |        |      |    |       |

## Abandon
Aucun abandon.